# HIM
HIM — фінський рок-гурт з Гельсінкі, утворений в 1991 році вокалістом Вілле Вало, гітаристом Мікко Ліндстремом, басистом Мікко Паенененом і барабанщиком Юга Тарвоненом.
На сьогоднішній день вони випустили вісім повноформатних альбомів.
5 вересня 2006, п'ятий студійний альбом «Dark Light» був сертифікований RIAA як золотим, що робить його першим альбомом фінського гурту, що отримала такий статус в США. У гурті HIM було п'ять студійних альбомів, які стали платиновими у Фінляндії, «Razorblade Romance» був сертифікований двічі — як платиновий у Фінляндії та платиновий у Німеччині.

## Історія
Гурт HIM було засновано у 1991 році вокалістом Вілле Вало, гітаристом Лінде Ліндстремом та басистом Мікко Пааненом. Спершу ансамбль виконував кавер-версії пісень Black Sabbath і Kiss, улюблених гуртів Вало, який хибно вважав, що Kiss розшифровується як Knights In Satan Service. У перші роки в гурті сталися зміни складу на час військової служби її учасників (так, у 1994 році Мікко Паананен був змушений покинути колектив, щоб пройти військову службу), але троє засновників залишаються в ній донині.

### Greatest Lovesongs vol. 666
У середині 90-х Вало почав складати власний матеріал для гурту. Записів першого демо-диска Witches and Other Night Fears не збереглося. Першим достовірно відомим релізом гурту став самовиданий мініальбом This is Only the Beginning, що вийшов у 1995 році. На цьому диску в гурті не було ударника, Вало записував партії ударних самостійно. Гурт надіслав демо на лейбл BMG і отримав контракт на альбом. Спершу було видано демо-альбом 666 Ways to Love: Prologue, а потім, у 1997 дебютний альбом Greatest Lovesongs vol. 666. На всі три альбоми, зокрема, ввійшла кавер-версія пісні Кріса Айзека Wicked Game, яка виконана гуртом у рок-обробці. Ця пісня та знятий на неї відеокліп принесли гуртові широку популярність.
Із самого початку гурт обрав стиль мелодійного року з текстами про кохання й смерть. Гурт загравав із тематикою готів, здобувши в їх середовищі неабияку популярність, незважаючи на жанрові відмінності, щоправда ставлення до нього залишається неоднозначним. Назва гурту разом із зухвалим іміджем Вало шокувало публіку, й за порадою продюсерів, починаючи з другого альбому гурт використовував абревіатуру H.I.M. замість повної назви. Зараз музиканти заявляють, що назва His Infernal Majesty більше не має до них відношення.

### Razorblade Romance
Другий альбом, Razorblade Romance, вийшов 19 грудня 1999 року (На ньому клавішника Меласньємі замінив Юссі-Мікко Салмінен, а ударника Юхану Ранталу — Міка Карппінен, який грав в HIM до 2015 року). Альбом потрапив на перше місце в німецьких чартах. Туди ж дістався й сингл на пісню Join Me in Death, на яку було відзнято два відеокліпи. Razorblade Romance було також випущено в США, але в H.I.M. з'явилися труднощі з його розповсюдженням, оскільки в Америці опинився однойменний гурт HiM. Через це деякий час цей альбом видавався в США під заголовком HER. Пізніше права на назву були викуплені за посередництвом друга гурту, режисера й відомого скейтера Бема Марджери. Близько 2004 року в інтернеті сплив демозапис з сесій до Razorblade Romance — пісня «Too Happy To Be Alive», для створення якої були використані драм-машини, що дає привід припустити, що на момент запису «Too Happy To Be Alive» Рантала вже покинув HIM, а Карппінен ще не зайняв його місце.

### Deep Shadows and Brilliant Highlights
27 серпня 2001 року вийшов третій альбом Deep Shadows and Brilliant Highlights, більш поп-орієнтований, проте менш успішний. На ньому клавішника Салмінена замінив Янне Пууртінен і поточний склад HIM був остаточно сформований. Альбом зайняв 1 місце у фінському чарті, хоч і протримався в ньому тільки 11 тижнів. Паралельно гітарист Мікко Ліндстрем заснував сайд-проект Daniel Lioneye, у якому взяли участь усі учасники HIM. При цьому вокальні партії виконувалися самим Лінде, а Вало виконував обов'язки ударника. Проект випустив альбом The King of Rock'n Roll у вересні 2001 року (другий альбом Vol. II вийшов через дев'ять років). Альбом, хоч і не отримав комерційного визнання, зібрав навколо себе вузьке коло шанувальників.

### Love Metal
Найвідомішим і найпопулярнішим альбомом HIM став Love Metal, який вийшов 14 квітня 2003 року. Назвою альбому став самопроголошений стиль гурту, який вони характеризують як «любовний метал». Починаючи з цього альбому Віллі Вало перестав з'являтися на обкладинках дисків, на Love Metal замість нього була зображена золота хартаграмма. Love Metal досяг 1 місця в чарті Фінляндії і протримався на ньому 20 тижнів. Альбом успішно продавався не лише в Європі, але й у Америці. Синглами вийшли пісні the Funeral of Hearts, Buried Alive By Love, the Sacrament, відеокліпи на ці пісні, відзняті Бемом Марджерою, транслювалися по MTV й успішно брали участь в його хіт-парадах.

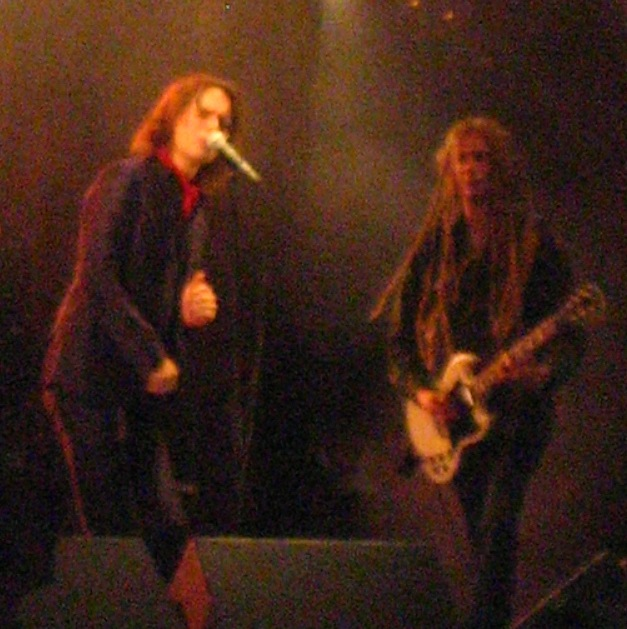
Вілле Вало і Лінде Ліндстрем

H.I.M. стали частиною масової культури, декілька разів з'являлися на шоу їх друга Бема Марджери «Viva la Bam» на MTV. У 2004 році гурт був одним із хедлайнерів фестивалю Download у Донінґтоні. Того ж року вийшла збірка хітів гурту And Love Said No. Альбом являв собою збірку найкращих пісень із 1998 року, проте містив 2 нові композиції: пісню And Love Said No та кавер-версію пісні Ніла Даймонда Solitary Man. Режисером кліпів на обидва треки знову став Бем Марджера. Після цього контракт HIM з Sony BMG підійшов до кінця і колектив уклав нову угоду — з лейблом Sire Records.

### Dark Light
У 2005 HIM записали альбом Dark Light, що уперше для гурту потрапив до чарту Billboard.

### Venus Doom
Альбом Venus Doom вийшов у вересні 2007 року й потрапив на дванадцяту сходинку Billboard у США. Цей альбом багато чим відрізняється від попередніх. На Venus Doom є декілька довгих треків і Song or Suicide, яка триває близько хвилини. Також альбом номінувався на премію Греммі, але програв. Цією своєрідною свободою й одвічним прагненням до найкращого й вирізняється гурт HIM. Щоразу ми пробуємо різні кути, аби втілити в реальність найкращий альбом. (Вілле Вало)

### Screamworks: Love in Theory and Practice (Chapters 1 to 13)
8 лютого 2010 року вийшов новий альбом HIM Screamworks: Love in Theory and Practice.

### Tears on Tape
У 2011 році колектив покинув Sire Records. У лютому 2012 року в інтерв'ю журналу Kerrang! Віллі Вало розповів, що гурт ще не визначилася з новим лейблом, але заявив, що звучання наступного альбому буде схожим до перших робіт HIM.
В честь свого 20-річного ювілею у 2012 році гурт випустив збірку найкращих хітів «XX: Two Decades of Love Metal». Реліз платівки відбувся 21 вересня. До альбому увійшло 20 композицій, серед яких хіти різних років (Join Me, The Funeral Of Hearts, Pretending, In Joy And Sorrow та інші), а також нова пісня «Strange World (cover Ké)» — перша новинка HIM з 2010 року.
Крім того, Вілле Вало і його гурт почали працювали над новим матеріалом. Новий студійний альбом отримав назву «Tears On Tape», а вихід платівки відбувся 30 квітня 2013 року.
У січні 2015 року барабанщик Ґас Ліпстік опублікував заяву про свій вихід з гурту. HIM знайшли нового барабанщика — ним став Юкка Крегер. Дебют Крегер відбувся 25 липня 2015 року, в ході виступу гурту на фестивалі Qstock в Оулу.
5 березня 2017 року на своїй офіційній сторінці в Facebook HIM оголосили про завершення кар'єри і анонсували прощальний тур, який триватиме до кінця року.

## Жанр
У текстах й іміджі HIM присутні елементи готичної субкультури, через що молодіжні видання часто відносять їх до музичного жанру готик-рок — усупереч думки самих музикантів, що вигадали для самовизначення термін «лав-метал» (англ. love metal). Різні видання й критики також відносять гурт до альтернативного року, готик-року, готик-металу.

## Логотип

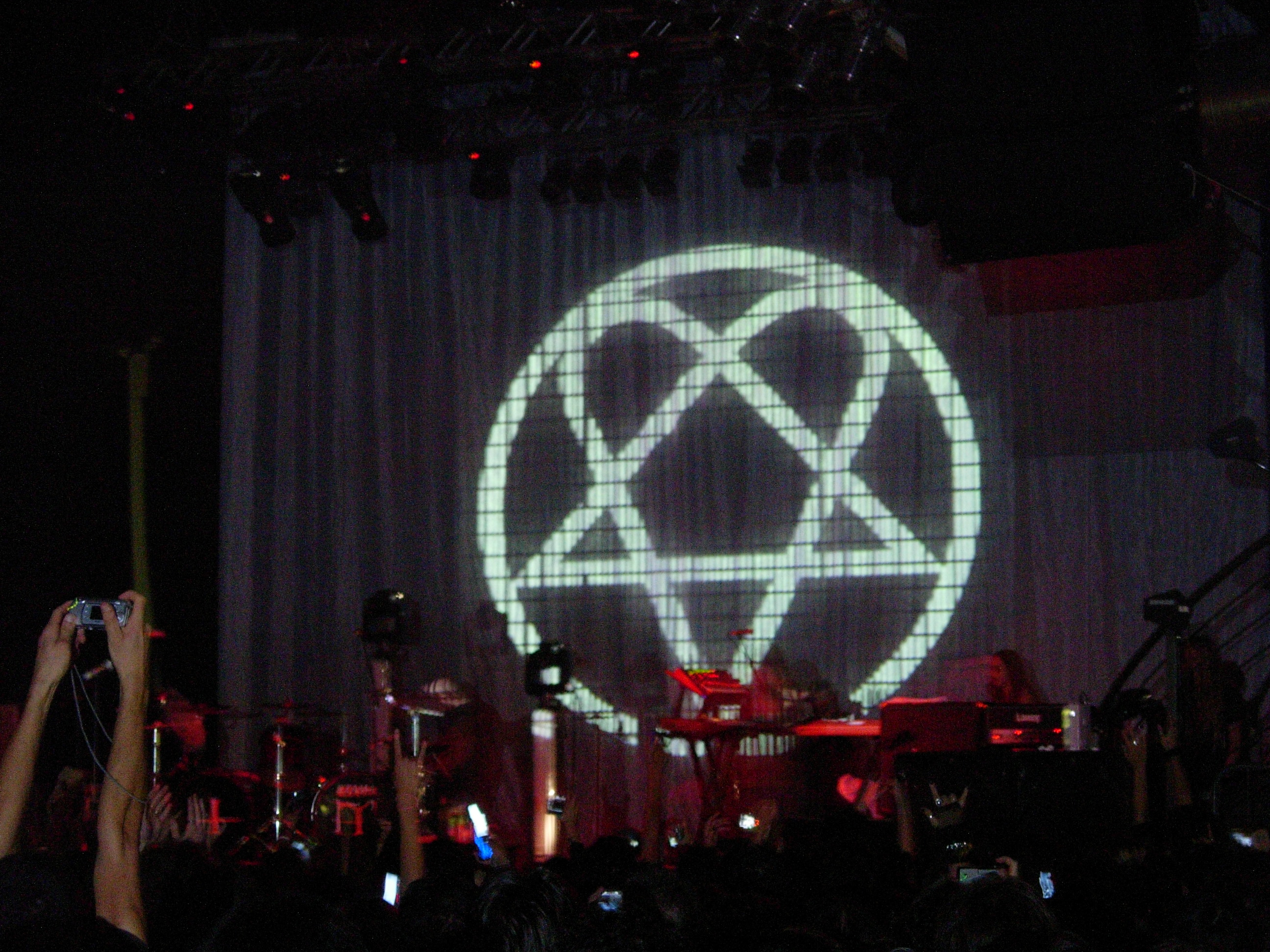
Хартаграма

Символом гурту є Хартаграма (англ. Heart-a-Gram). Це знак, що є спорідненням серця й фрагменту пентаграми. Цей знак вигадав лідер колективу Вілле Вало. Його значення він тлумачить, як єдність протилежностей.

## Склад

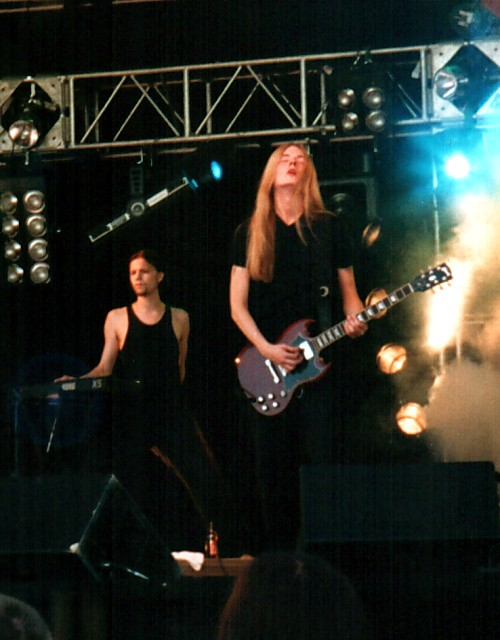
Лінде Ліндстрем та Юссі Салмінен

Деякі з учасників HIM виступають під псевдонімами:
- Вілле Вало — вокал (з 1991)
- Лінде (Мікко Ліндстрем) — гітара (з 1991)
- Міґе (Мікко Паанен) — бас-гітара (з 1991)
- Емерсон Бертон (Янне Пууртінен) — клавішні (з 2001)

### Колишні учасники
- Юппі — ударні (1991—1992)
- Окі — гітара (1992—1996)
- Юхана Туомас Рантала — ударні (1995—1999)
- Анттон Меласнємі — клавішні (1995—1999)
- Юссі-Мікко Салмінен — клавішні (1998—2000)
- Ґас Ліпстік (Міка Карппінен) — ударні (1999—2015)

## Дискографія

### Альбоми
- 1997 — Greatest Love Songs Vol. 666
- 1999 — Razorblade Romance
- 2001 — Deep Shadows and Brilliant Highlights
- 2003 — Love Metal
- 2005 — Dark Light
- 2007 — Venus Doom
- 2010 — Screamworks: Love in Theory and Practice
- 2013 — Tears on Tape

### Сингли, EP, демо
- 1992 — Witches And Other Night Fears (демо)
- 1995 — This is Only the Beginning (демо)
- 1996 — 666 Ways to Love: Prologue (EP)
- 1999 — Join Me in Death (сингл)
- 2006 — Killing Loneliness (сингл)
- 2007 — Kiss of Dawn (сингл)
- 2007 — Bleed Well (сингл)
- 2009 — Heartkiller (сингл)

### Збірки, концерти
- 2002 — Single Collection (бокс-сет)
- 2003 — The Video Collection: 1997—2003 (DVD)
- 2004 — And Love Said No: The Greatest Hits 1997—2004 (збірка)
- 2005 — Love Metal Archives Vol. 1 (DVD)
- 2006 — Uneasy Listening Vol. 1 (збірка)
- 2007 — Uneasy Listening Vol. 2 (збірка)
- 2008 — Digital Versatile Doom (CD+DVD)
- 2012 — XX — Two Decades of Love Metal (збірка)

### Відеокліпи
- Wicked Game (декілька версій)
- When Love And Death Embrace
- Join Me in Death (декілька версій)
- Right Here In My Arms
- Gone with the Sin (декілька версій)
- Pretending
- In Joy and Sorrow
- Heartache Every Moment
- Close to the Flame
- The Funeral of Hearts
- Buried Alive by Love
- The Sacrament
- Solitary Man
- And Love Said No
- Wings of a Butterfly
- Killing Loneliness (2 версії)
- The Kiss of Dawn
- Bleed Well
- Heartkiller
- Like Saint Valentine
- Shatter me (with hope)
- Scared to Death